# Narvik
Narvik (en same du nord Áhkanjárga) est une ville du comté de Nordland en Norvège, chef-lieu de la commune du même nom. Parmi les villes norvégiennes au nord du cercle polaire arctique, elle est la troisième en importance. Elle compte environ 18 500 habitants.

## Géographie
La commune de Narvik est nettement plus étendue que les frontières de la ville elle-même. Parmi les villages qui font également partie de la commune figurent notamment Bjerkvik, Beisfjord et Skjomen.

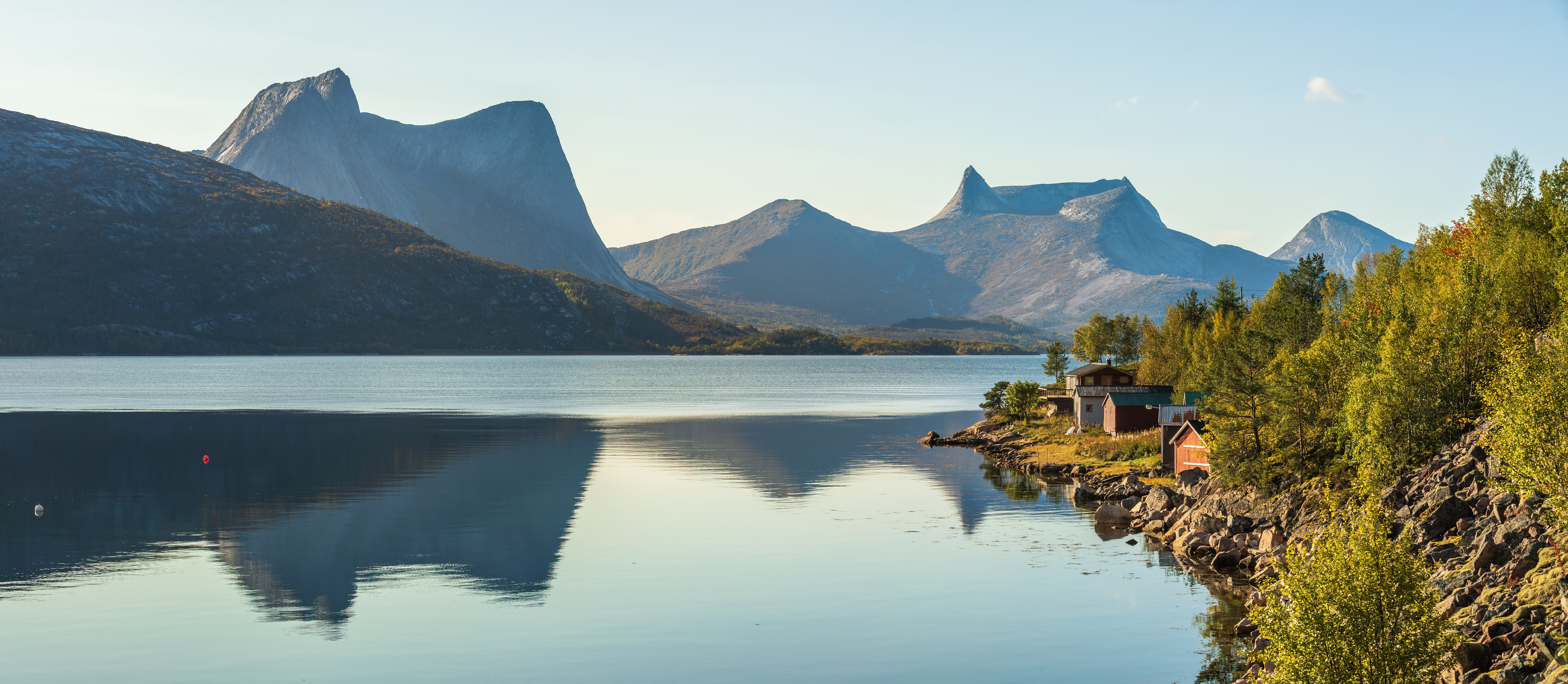
Le rivage de Forsahavet de l'Efjorden dans la commune de Narvik. La montagne qui pointe à gauche est le Stortinden qui culmine à 847 m. Septembre 2023.

La partie orientale de la ville, à la frontière suédoise, se situe entièrement dans les montagnes, le point le plus haut atteignant 1 894 mètres. La ville elle-même est située près de la partie la plus intérieure de l'Ofotfjord, mais les montagnes qui se jettent directement dans le fjord  atteignent encore 1 500 mètres. Des forêts recouvrent la partie la plus basse de la montagne (moins de 500 mètres), mais sur les parties les plus hautes, la neige peut rester la majeure partie de l'été. Certaines pistes de ski alpin arrivent presque à l'intérieur de la ville elle-même.
Située à 220 kilomètres au nord du cercle polaire arctique, elle est l'une des villes les plus septentrionales de la planète, une situation rendue possible par l'influence du Gulf Stream qui lui donne un climat beaucoup plus doux qu'une ville de même latitude sur un autre continent. La moyenne annuelle des températures est de 3,7 °C. La période de croissance des plantes est de 155 jours.
D'un point de vue géographique, le soleil de minuit est présent du 24 mai au 20 juillet (jour polaire).

### Localités
- Ankenesstranda ;
- Beisfjord ;
- Bjerkvik ;
- Bjørnfjell ;
- Elvegård ;
- Elvegårdsmoen ;
- Fagernes ;
- Håkvik ;
- Herjangen ;
- Lengenes ;
- Øyjorda ;
- Skjombotn ;
- Straumsnes ;
- Trældal ;
- Vassdalen ;
- Vidrek.

## Histoire
Narvik est un port libre de glace toute l'année fondé en 1887 pour servir à évacuer le minerai de fer venant des mines suédoises de Kiruna et Gällivare transportés par la ligne ferroviaire d'Ofot (ou Ofotbanen). Elle a porté le nom de Victoriahavn jusqu'en 1898. 

### Bataille de Narvik

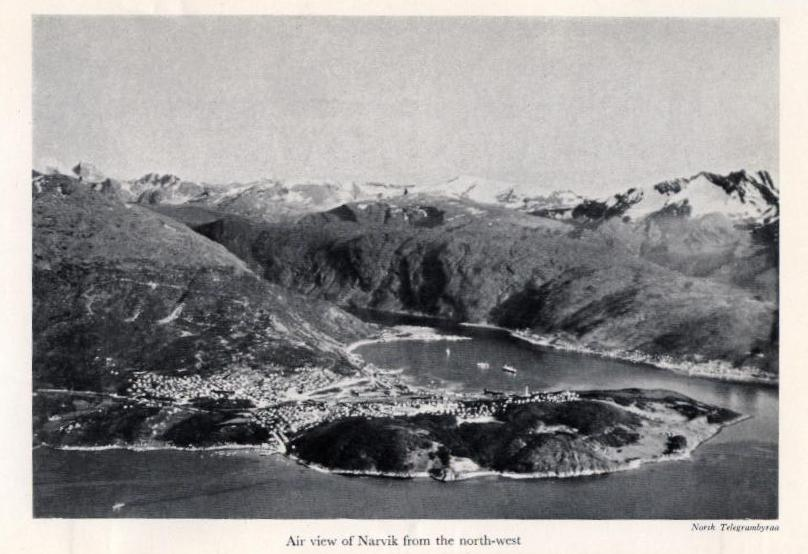
Narvik en 1940.

Au début de la Seconde Guerre mondiale, en avril 1940, eut lieu une bataille navale et terrestre engageant la Norvège, la France, le Royaume-Uni et la Pologne contre l'Allemagne qui souhaitait s'assurer le contrôle de sa ligne d'approvisionnement en minerais de fer suédois dont elle était une grande consommatrice. Militairement, cette bataille fut remportée par les Alliés, mais ces derniers durent effectuer une retraite et abandonner le terrain aux Allemands à cause des évènements de la bataille de France.

## Économie et communications

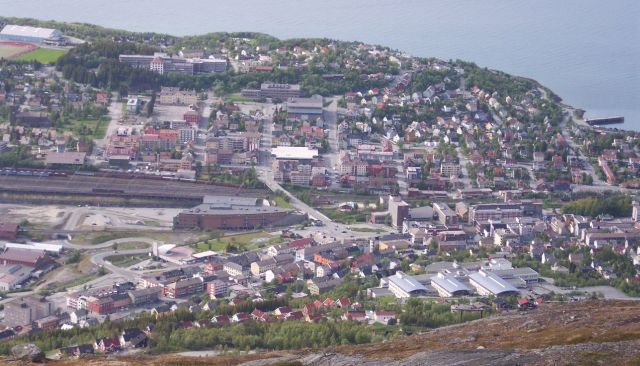
Narvik, de bas en haut : le centre, la gare, les quartiers résidentiels.

Les activités liées au chemin de fer et au port sont toujours très importantes à Narvik, puisque les marchandises à destination ou en provenance du grand Nord transitent très souvent par la ville. Un projet de faire du port de Narvik un point de ravitaillement pour les marchandises asiatiques, via l'Amérique du Nord, est en cours, dans le but de contourner la saturation des chemins de fer du Sud du pays.
Narvik est notamment le débouché principal à l'exportation de la mine de fer de Kiruna (Suède), via la ligne de chemin de fer  Malmbanan / Ofotbanen.
Il n'y a en revanche pas de connexion ferroviaire avec le reste du réseau ferroviaire norvégien, ceux-ci n'allant pas au-delà de Bodø qui se trouve à 180 km au sud-ouest.
Narvik possède aussi deux aéroports :
- l'aéroport de Narvik situé à Framnes ;
- et le plus achalandé et important, l'aéroport d'Harstad/Narvik, se trouvant à Evenes.

Le pont suspendu de Hålogaland construit entre 2013 et 2017 traverse le fjord de Rombak.
La ville est également un centre commercial pour quelques communes autour de la ville et son université compte 1 200 étudiants. Il y a également quelques entreprises de haute technologie.

Des installations de pratique du ski alpin existent par ailleurs.

## Jumelages
| Ville | Ville     | Pays | Pays     |
| ----- | --------- | ---- | -------- |
|       | Kikinda   |      | Serbie   |
|       | Kiruna    |      | Suède    |
|       | Nowy Sącz |      | Pologne  |
|       | Rovaniemi |      | Finlande |

## Personnalités liées à la commune
- Svarta Bjørn, personnage légendaire lié à la construction de la ligne de chemin de fer de l'Ofotbanen, devenue symbole de la ville.

- Hans Henriksen (né en 1958), footballeur international norvégien, est né à Narvik.
- Cissi Klein (1929-1943), victime de la Shoah, est née à Narvik.
- Daniel-André Tande, sauteur à ski norvégien, est natif de Narvik.